# عباس العقاد
عباس محمود العقاد (عربی: عباس محمود العقاد؛ ۲۸ ژوئن ۱۸۸۹ – ۱۳ مارس ۱۹۶۴) نویسنده، تاریخ‌نگار مصری و عضو فرهنگستان زبان عربی قاهره بود وی اصلیت کرد تبار دارد پدرش عرب مصری و مادرش کُرد بود. عباس محمود عقاد در سال ۱۹۰۳میلادی رشته برق و شیمی را در دبیرستان حرف قاهره فرا گرفت، از همان نوجوانی، شخصیت قوی و هوش سرشار داشت او با مطالعه به سوی جایگاه علمی بزرگتری رفت. او به زبان‌های انگلیسی، فرانسوی و آلمانی تسلط داشت. در سال ۱۹۳۸میلادی به عضویت انجمن قاهره ودر سال ۱۹۵۶میلادی عضو مجلس فنون و ادبیات شد.

## زندگی‌نامه
عباس محمود در اسوان، مصر بالایی ۱۸۸۹ به‌دنیا آمد. پدرش صرافی از شهر دمیاط بود و مادرش اصلیت کردی داشت. او فقط مقدار کمی از آموزش معمولی را گرفت و فقط مدرسه ابتدایی را تمام کرد. او بعداً با خرید کتاب‌های درسی و مطالعه آنها به‌طور فردی آموزش را ادامه داد. برخلاف همکلاسی‌هایش پول هفتگی‌ش را برای خرید کتاب گذاشت. دربارهٔ تاریخ، جغرافیا، مذهب و موارد دیگری مطالعه کرد. او به زبان‌های انگلیسی و فرانسه مسلط بود و همچنین دانش زیادی دربارهٔ ادبیات آلمان داشت.
وی یک متفکر سیاسی برجسته بود. وی در سال‌های ۱۹۳۰–۱۹۳۱ به‌خاطر انتقاداتش به دولت کشورش در زندان به‌سر برد. در سال ۱۹۴۲ وقتی نیروهای هیتلر مصر را تسخیر کردند، او از ترس انتقاداتی که به هیتلر داشت به سودان گریخت. در اوج پیشروی نظامی هیتلر، العقاد یادداشت‌های پراکنده‌اش را نوشت از جمله، «هیتلر در تعادل» در ژوئن ۱۹۴۰ که نازیسم را به عنوان خطر بزرگ در مقابل آزادی، مدرنیسم و زندگی انسان عنوان کرد.
علاوه بر ضدیت با فاشیسم و کمونیسم، العقاد بعنوان یک حزب وفد یک عضو پارلمان مصر بود و بعداً هم عضو اتاق نمایندگان شد. او بیشتر از ۱۰۰ کتاب دربارهٔ مذهب، فلسفه و شعر نوشت و همچنین به مطالعه فلسفه قرآن و زندگی‌نامه رهبران مسلمان پرداخت. او به همراه ابراهیم مازنی و عبدالرحمان شکری یک مدرسه شعر و ادبیات باز کرده و نام آن را الدیوان نامگذاری کردند.

## روابط رمانتیک
العقاد در طول عمر خود دو رابطه رومانتیک داشت. اولی زنی به نام سارا در کتاب خودش به همین نام بود. دومی هنرپیشه معروف مصری مدیحه یسری بود.

## آثار
العقاد نویسنده‌ای پرکار بود و بیش از ۱۰۰ کتاب و هزاران مقاله تألیف کرد، اثر مشهور او العبقریات هست که شامل هفت جلد دربارهٔ هفت تن از صحابه مانند ابوبکر و علی است.

## درگذشت
العقاد در صبح ۱۳ مارس ۱۹۶۴ در قاهره درگذشت. جسد او را به شهر زادگاهش اسوان منتقل کردند.
در سال ۱۹۸۰ یک سریال تلویزیونی به زبان عربی در مصر دربارهٔ زندگی العقاد تولید شد که محمود مورسی هنرپیشه معروف مصر در آن بازی کرد.
خیابانی در شهرک نصر قاهره به‌نام العقاد نامگذاری شده‌است.

## آثار
آثار معروف او از جمله عبارت بودند از: العبقریات، … بعضی از کتاب‌هایش به انگلیسی ترجمه شدند.